# Anita Schätzle
Anita Schätzle (ur. 22 września 1981) – niemiecka zapaśniczka walcząca w stylu wolnym. Dwukrotna olimpijka. Zajęła szóste miejsce w Atenach 2004 i siódme w Pekinie 2008. Startowała w kategorii 72 kg. Dziewięciokrotna uczestniczka mistrzostw świata. Srebrna medalistka w 1999 i brązowa w 2001 i 2005. Osiem razy stawała na podium mistrzostw Europy, na najwyższym stopniu w 2003 i 2005. Druga w Pucharze Świata w 2007 i piąta w 2003 roku.
Zdobyła dziesięć tytułów mistrza Niemiec w latach: 1999-2008.
Zdobyła złoty medal mistrzostw świata juniorów w 1998, 2000 i 2001 i mistrzostw Europy w latach 1997-2000.
- Turniej w Atenach 2004

Wygrała z Austriaczką Mariną Gastl i Greczynką Marią Vryoni a przegrała z Rosjanką Guzel Maniurową.
- Turniej w Pekinie 2008

Pokonała Francuzkę Audrey Prieto-Bokhashvili i uległa Agnieszce Wieszczek.